# Mühlenmuseum Hiesfeld

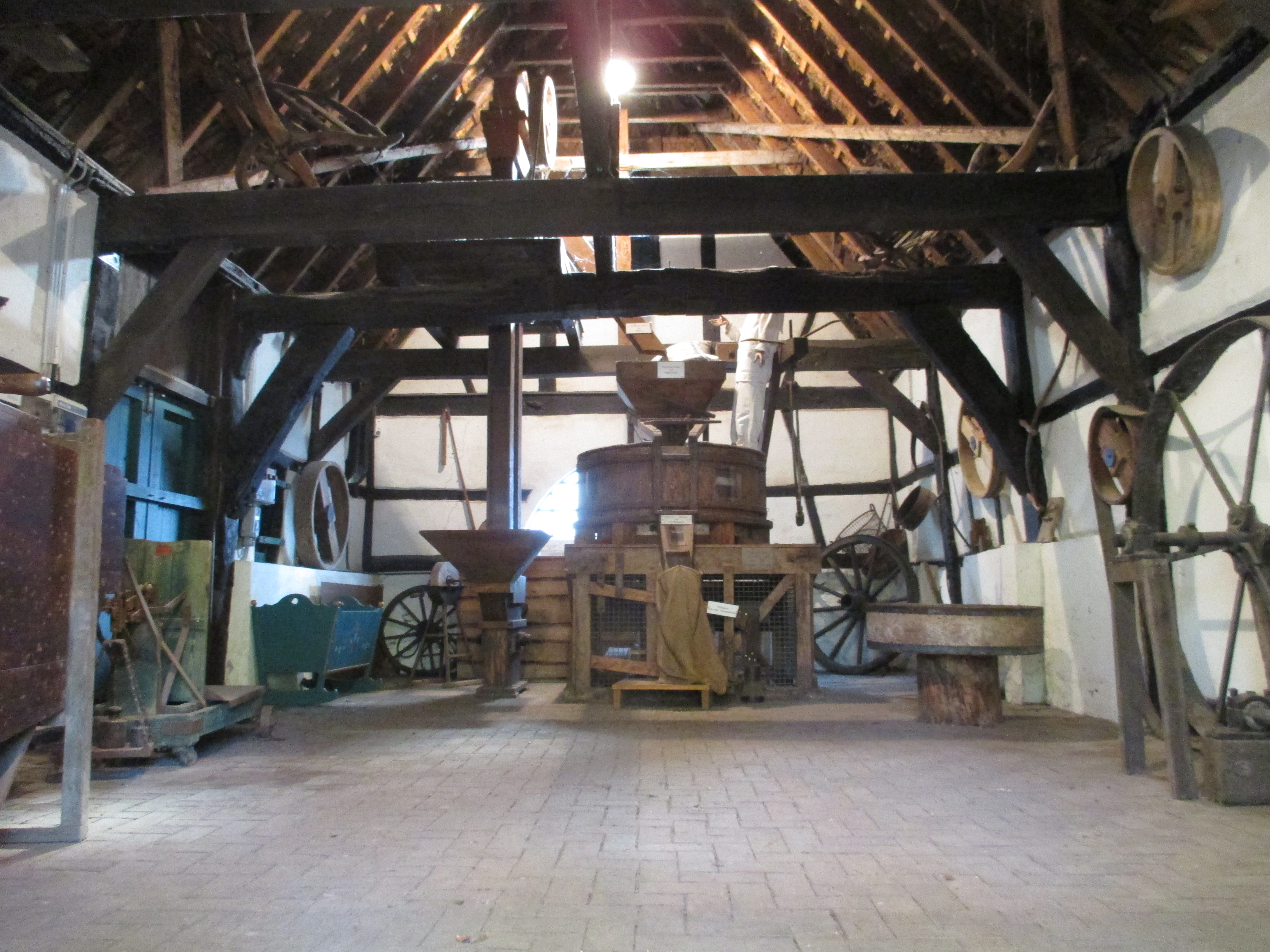
Mühlenausstattung und Mahlwerk im Haus 1

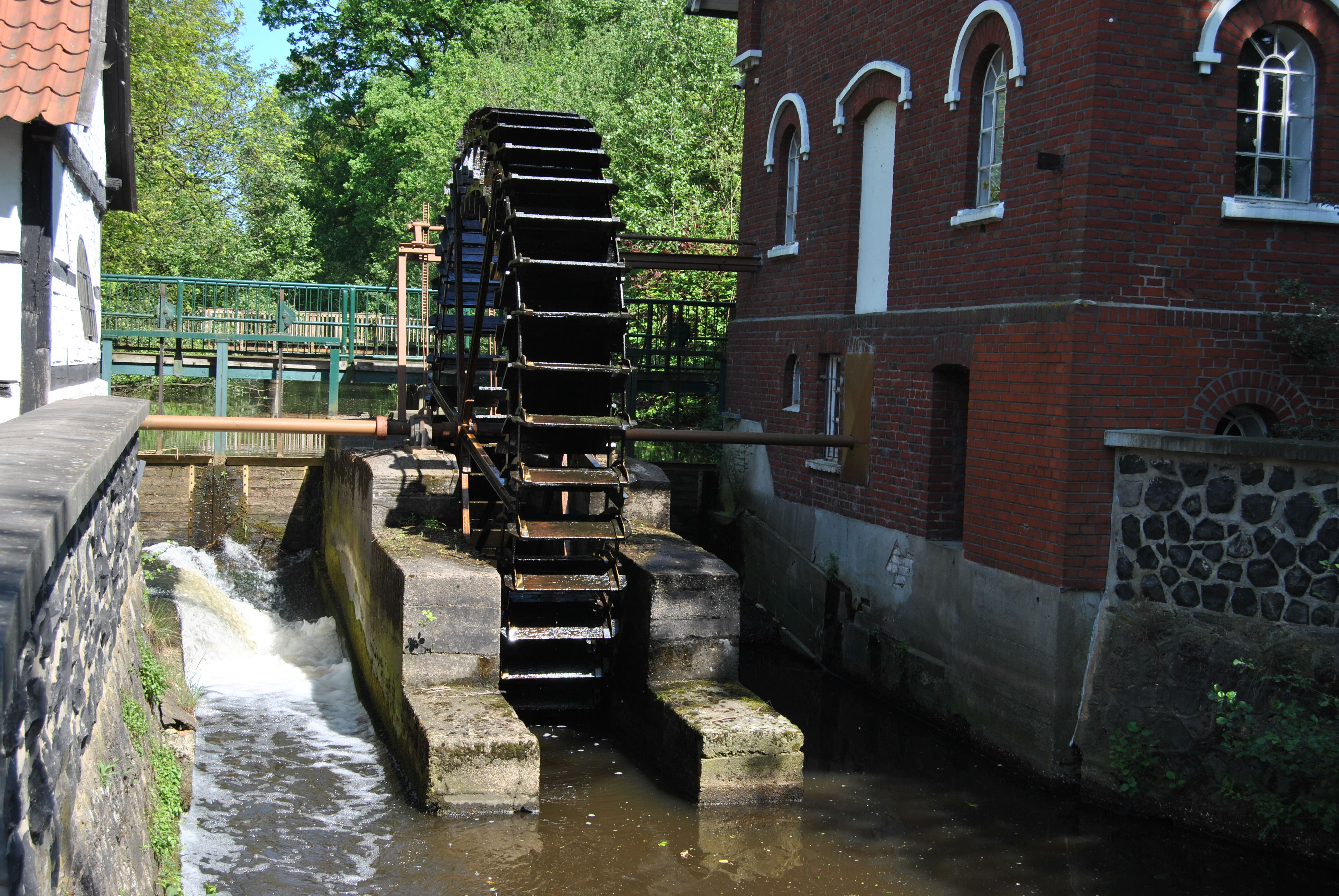
Das Mühlrad wurde 2007 von Auszubildenden der Thyssen-Krupp Steel AG gebaut

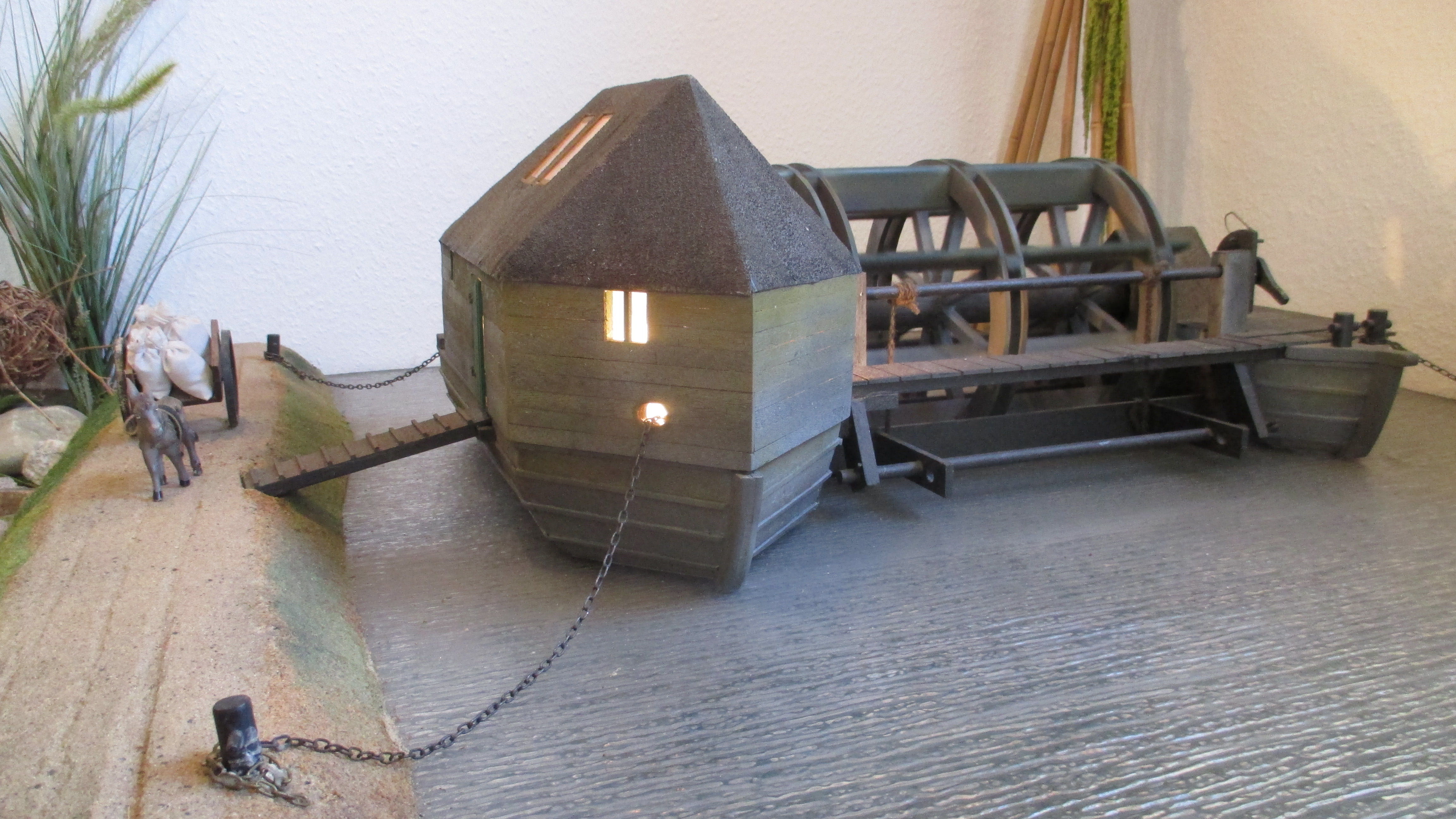
Modell der Mindener Schiffmühle im Mühlenmuseum Hiesfeld.

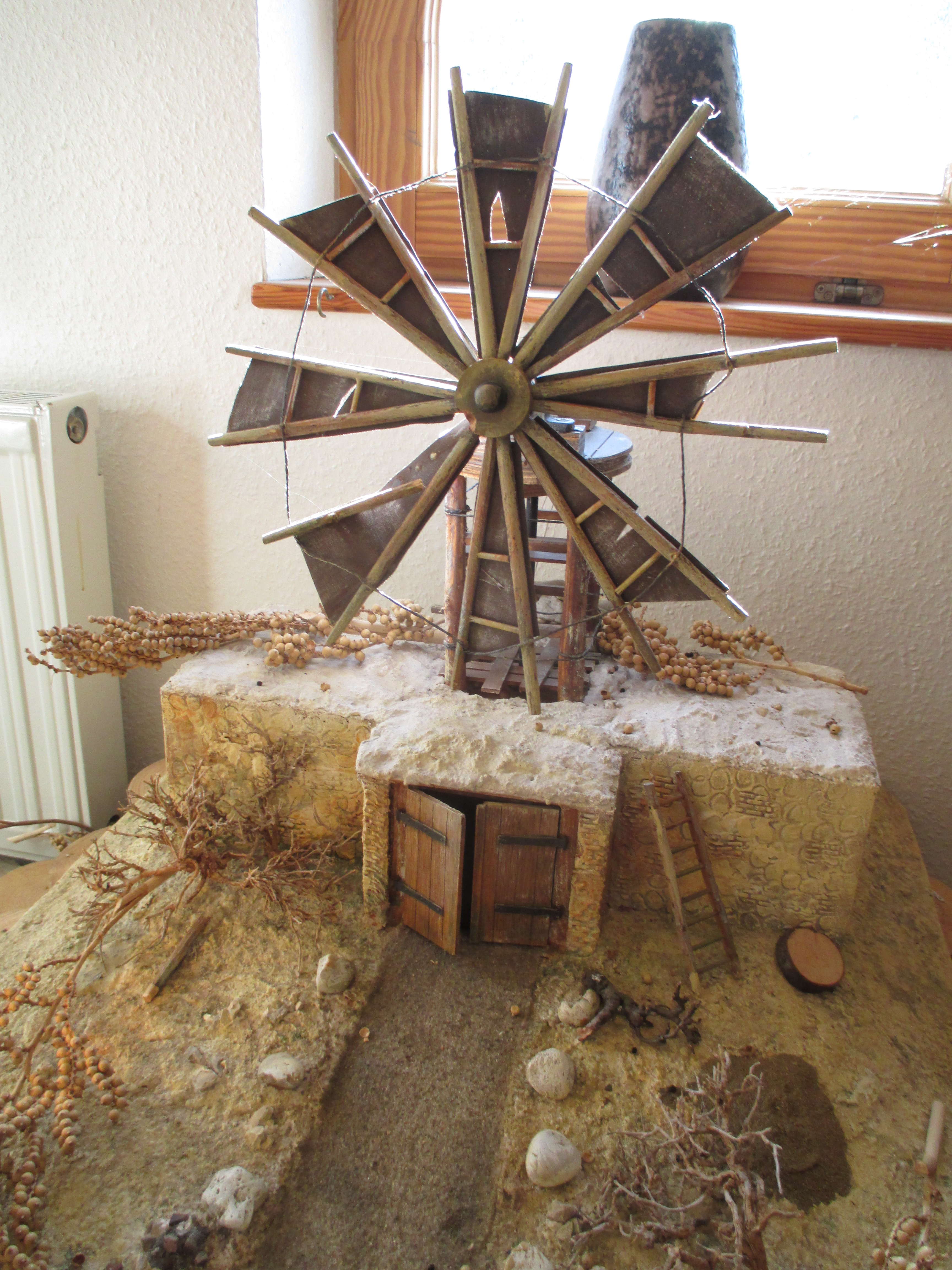
Modell einer persischen Kornwindmühle in Abarsch/Neyschabur.

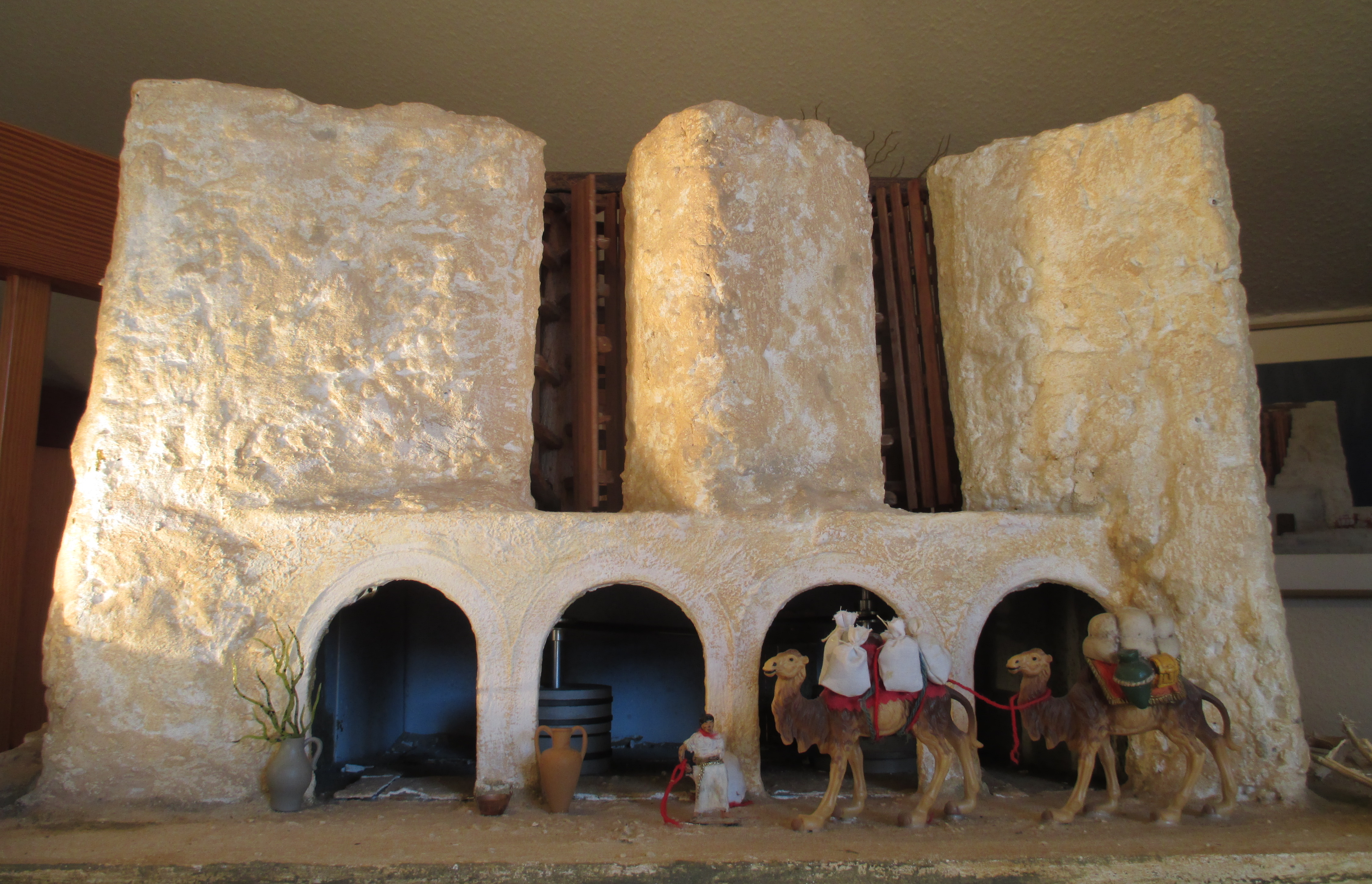
Modell einer persischen Windmühle mit vertikaler Flügelwelle aus Seistan

In Dinslaken-Hiesfeld stehen zwei historische Mühlen: Die Turmwindmühle an der Sterkrader Straße und eine Wassermühle gegenüber von Haus Hiesfeld. Beide sind Teil des Hiesfelder Mühlenmuseums. Es wurde 1991 in den Gebäuden der Wassermühle Hiesfeld eröffnet. Neben der üblichen Mühlenausstattung und Gerätschaften werden hier verschiedene Mühlenmodelle gezeigt. Wechselnde Ausstellungen und Veranstaltungen ergänzen das Angebot.

## Das Mühlenmuseum
Ihren Erhalt haben die beiden Mühlen dem 1976 gegründeten Förderverein „Windmühle Hiesfeld e. V.“ zu verdanken. Nachdem die Turmwindmühle wieder instand gesetzt wurde, befasste man sich 1979 mit der Rettung der alten Paumühle. In vielen Stunden ehrenamtlichem Engagement stellte man sie wieder her und baute sie zum Mühlenmuseum um, das 1991 eröffnet wurde. Der Verein benannte sich in „Mühlenverein Hiesfeld e. V.“ um und betreut seitdem beide Mühlen.
Das Mühlenmuseum in der Wassermühle besteht aus drei Gebäuden: Den zwei Gebäuden der Paumühle und seit 2002 dem ehemaligen Bademeisterhaus am Freibad. Es ist sonntags von 10:00–12:30 Uhr geöffnet.
Das Hauptgebäude und das Bademeisterhaus dienen als Ausstellungsfläche der über 60 detailreichen Mühlendioramen. Sie zeigen verschiedenste Mühlenbauten aus aller Welt. Neben Wind- und Wassermühlen gibt es auch eine Nachbildung einer Schiff-Mühle und einer Fluttermühle. Ergänzend finden regelmäßig Veranstaltungen zum Thema Mühle und Sonderausstellungen statt. Im Mühlenhof steht ein kleines Backhaus, in dem zu besonderen Anlässen Brot gebacken wird.
Das Fachwerkhaus auf der anderen Bachseite wurde 1693 als Wassermühle errichtet. In ihm werden die Geräte des Mühlenbetriebes gezeigt. Vor dem Umbau diente das Gebäude als Geräteschuppen. Das Mahlwerk war im backsteinernen Haupthaus untergebracht. Jetzt ist es wieder an seinem ursprünglichen Platz. Mehl wird hier allerdings nicht gemahlen. Zum einen, weil der Rotbach meist zu wenig Wasser für den Antrieb des Mühlrades hat. Andererseits ist die Gefahr einer Mehlexplosion zu groß und könnte die denkmalgeschützten Häuser beschädigen.
Die Hiesfelder Windmühle an der Sterkrader Straße öffnet ihre Türen von Mai bis September jeden 1. Samstag für Besucher. Sie wurde 1822 als Getreide- und Lohmühle errichtet. Auf vier Etagen kann man die Funktion und Ausstattung der Turmwindmühle erkunden. Ihr Betrieb ist allerdings sehr stark von der Witterung abhängig. Zurzeit stehen wieder größere Reparaturen an.

## Die Geschichte der Mühlen

### Die Wassermühle am Freibad Kirchstraße
Standort

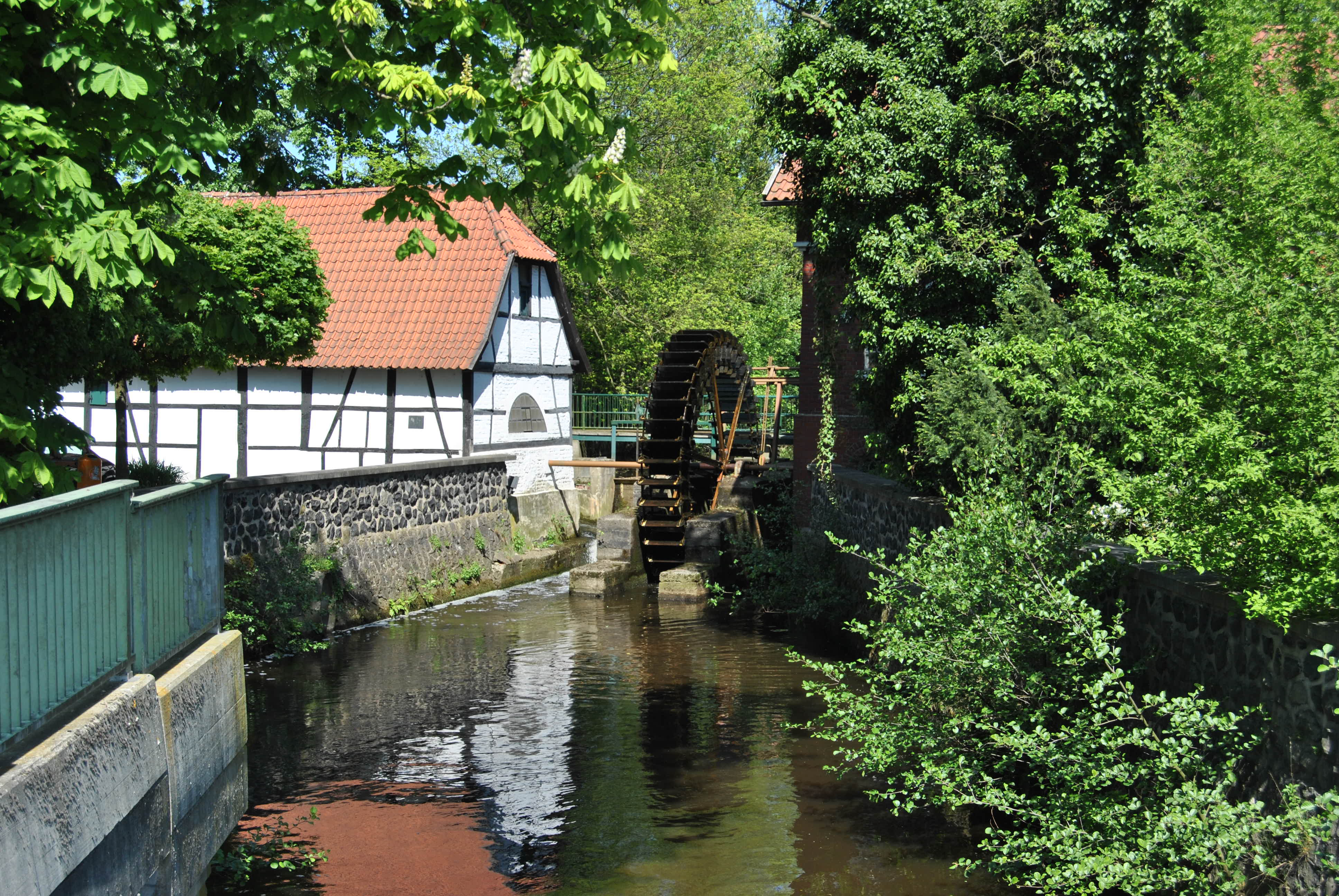
Das 1693 erbaute Fachwerkhaus der Hiesfelder Wassermühle

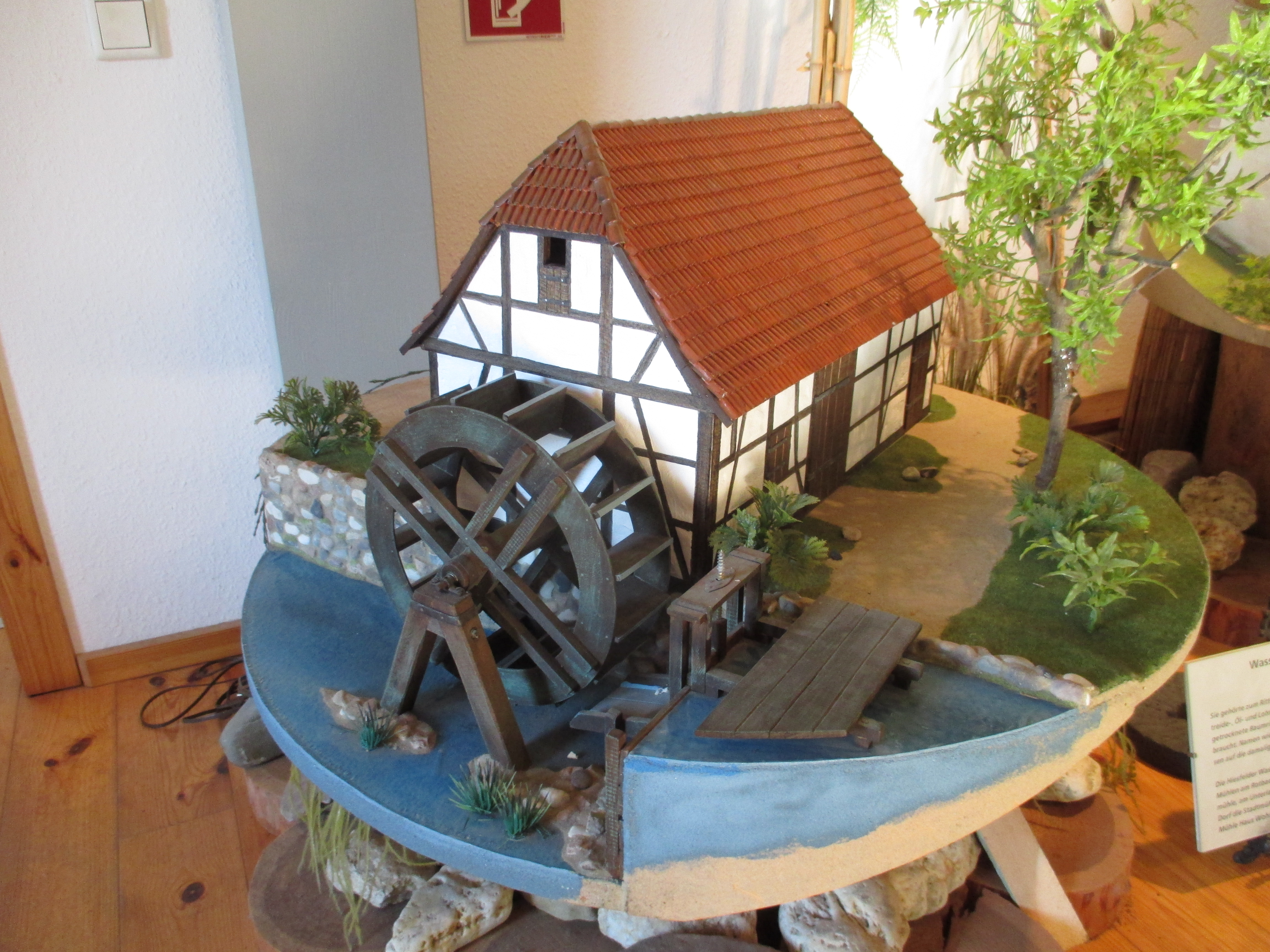
Modell der ursprünglichen Paumühle von 1693

Die Wassermühle, in der sich heute das Mühlenmuseum befindet, zählt zu den ältesten Gebäuden in Hiesfeld. Ursprünglich bestand sie nur aus dem Fachwerkhaus, das um 1693 am Ufer des Rotbachs errichtet wurde. Das Backsteinhaus auf der anderen Seite wurde später erbaut und diente als Hauptgebäude sowie als Wohnung des Müllers. Zwischen den Gebäuden dreht sich ein großes mittelschlächtiges Wasserrad. Zur Wassermühle gehörte ein Teich, der den Betrieb des Mahlwerkes auch in der trockenen Jahreszeit sicher stellte.
Ihre Geschichte ist eng mit dem Rittergut „Haus Hiesfeld“ verbunden. Erste Erwähnung fand die Mühle im 14. Jahrhundert und wurde als Hofmühle des Rittergeschlechts benutzt. Hier konnten einige Bauern der umliegenden Höfe ihre Ernte mahlen. Die Ritter verdienten recht gut daran. Sie fiel jedoch des Öfteren Überfällen und Zerstörungen zum Opfer, so dass man gezwungen war, die Dörnemannische Mühle im Ort zu nutzen. Sie wurde zur Bannmühle, und die Hiesfelder mussten ihr Getreide in die Dorfmühle bringen. Die Bauern mussten oft beschwerliche Strecken über morastige Waldwege auf sich nehmen und waren mitunter einen halben Tag unterwegs.
Den Namen „Paumühle“ erhielt die Mühle am Haus Hiesfeld durch den Richter Johann Pauwe. Um 1500 war das Gut in seinem Besitz. Unklar ist jedoch, ob er in das Adelsgeschlecht eingeheiratet hat oder das Rittergut gekauft hat. Zu jener Zeit gehörten nur Angehörige der Reichsstände, also Landesherren, Klöster, Städte und Inhaber der Gerichtsbarkeit zu den Privilegierten, die eine Mühle errichten durften. Richter Johann Pauwe nutzte seine Position und baute die Wassermühle wieder auf. Diese wurde von den Hiesfelder Bauern gerne angenommen. Zum Landadel gehörig, erhielt der Richter 10 % Steuern. Der Straßenname Pfauenzehnt in Dinslaken erinnert daran.
Im Laufe der nächsten Generationen wechselten durch Kriege, Seuchen und Naturkatastrophen die Besitzer und Pächter. Auch das Mahlgut änderte sich. Anfangs als Getreide- und Ölmühle konzipiert, wechselte man bald zu Lohe und mahlte Rinde für die Lederindustrie. Der Name „Paumühle“ blieb jedoch im Volksmund erhalten.
Das rote Backsteinhaus wurde erst um 1900 gebaut. Auf alten Bildern ist der Vorgängerbau als ein Fachwerkhaus zu sehen.
Mit Einzug des Bergbaus ging die Wassermühle an der Kirchstraße in den Besitz der August Thyssen Hütte Gewerkschaft über. Um sich vor Klagen wegen Bergschäden abzusichern, kaufte man in den betreffenden Gebieten die Höfe auf und verpachtete sie. Verwaltet wurde sie durch die Hamborner Bergbau.
Josef Altebockwinkel war schließlich der letzte Müller. 1924 stellte die Wassermühle ihren Betrieb ein. Der Rotbach führte durch den Bergbau und Bodensenkungen oft zu wenig Wasser, um das Mühlrad zu betreiben. Er musste Konkurs anmelden.
In den Folgejahren wurde das Gebäude anderweitig genutzt. Als neuer Pächter baute die Stadt Dinslaken die Mühle zu einer Jugendherberge um. Ab 1929 diente das Backsteinhaus als Herberge für die Hitlerjugend. Nach 1945 kümmerte man sich nur wenig um den Erhalt der Paumühle. Zwar wurde das Gebäude von unterschiedlichen Vereinen genutzt, unter anderem von den Jugendlichen Jagdhornbläsern, der Gewerkschaftsjugend und der Wasserwacht. Um das Gemäuer scherte sich jedoch keiner.
Erst als der Hiesfelder Mühlenverein sich 1979 des Gebäudes annahm, kümmerte man sich um die Wiederherstellung der Hiesfelder Wassermühle. Dabei entdeckte man die historische Bedeutsamkeit für den Ort. Man entdeckte, dass es hier schon um 1220 eine Wassermühle gab. Der Mühlort ist weit älter als gedacht und sorgt dafür, dass 2020 die 800-Jahr-Feier der Mühle ansteht.
Seit 1984 steht die Hiesfelder Wassermühle unter Denkmalschutz.

### Die Turmwindmühle an der Sterkrader Straße
Standort

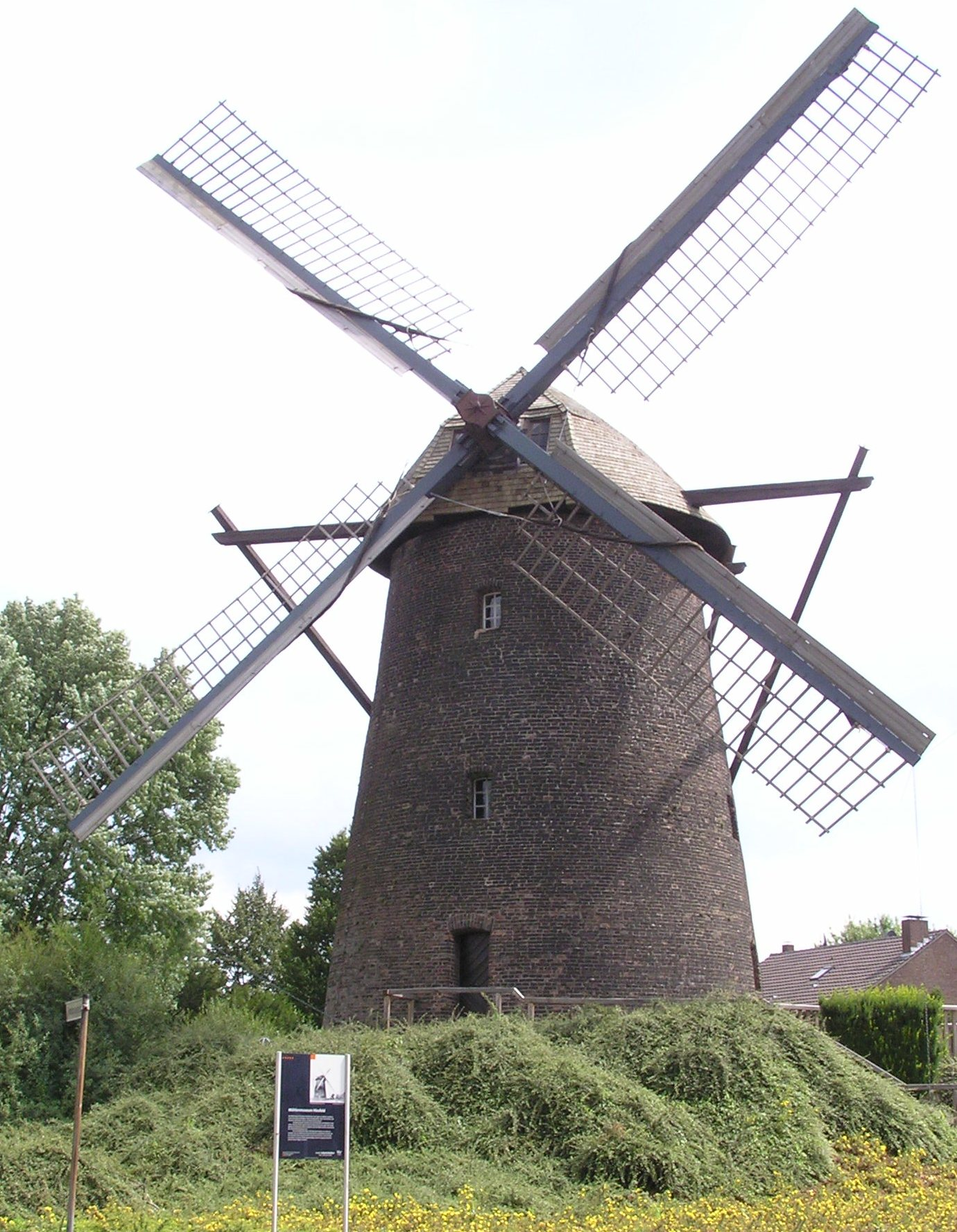
Turmwindmühle an der Sterkrader Straße. Erbaut 1822.

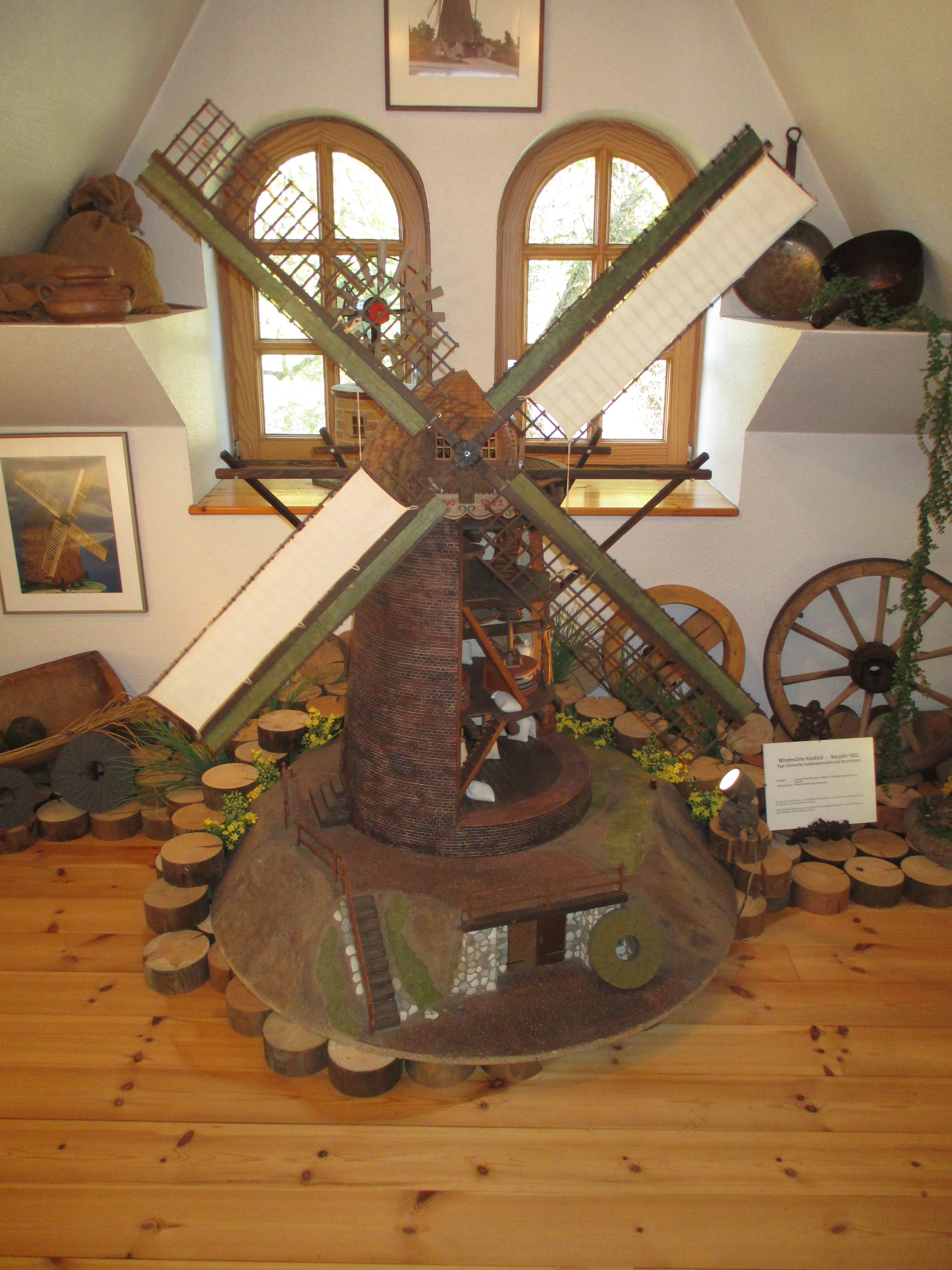
Die Hiesfelder Windmühle als Modell.

Die Turmwindmühle an der Sterkrader Straße 212 wurde 1822 vom Mühlenbauer Heinrich Brahms aus Meiderich (Duisburg) errichtet. Sie wurde im „holländischen Stil“ erbaut: Ein feststehender konischer Turm aus Feldbrandziegeln mit einer drehbaren Mühlenhaube, aus der die Achse mit dem Flügelkreuz herausragt. Das regionalgeschichtliche Denkmal war mit drei Mahlwerken ausgestattet und konnte als Getreide- oder Lohmühle genutzt werden.
Man nennt sie auch „Eickhoff-Mühle“. Der Selfmademan Gerhard Eickhoff erhielt nach seiner Rückkehr aus den Freiheitskriegen von 1821 eine Abfindung von seinem Vater, da er den elterlichen Hof nicht übernehmen konnte. Durch Napoleon war 1810 der Mühlenbann beendet worden. Die Windmühle sollte seinen Lebensunterhalt sichern. Als Bauer und Soldat war er aber auf Hilfe von Müllerknechten angewiesen. Diese hielt es jedoch nicht allzu lang an der Hiesfelder Windmühle. Einige Male kam es sogar vor, dass sie mit dem Mahlgeld auf Nimmerwiedersehen davonschlichen. Eickhoff musste seine Mühle verpachten und schließlich verkaufen. Nach 1839 wechselte sie mehrfach den Besitzer. 100 Jahre nach dem Bau stellte sie ihren Betrieb wegen mangelnder Rentabilität ein.
Sie verfiel zunehmend. Ein Granatbeschuss beschädigte 1945 die Mühlenhaube und setzte das Gebäude der Witterung aus. In den 1950er Jahren rief der Aktionskreis Dorf Hiesfeld in der Tageszeitung auf, das prägende Wahrzeichen zu restaurieren. Es wurde notdürftig repariert, erhielt ein neues Dach und Flügel, Treppen und elektrische Beleuchtung. 1976 übernahm der Förderverein „Windmühle Hiesfeld e. V.“ (Heute: Mühlenverein Hiesfeld e. V.) die Patenschaft und gestaltete sie zu einem Mühlenmuseum um.
Seit 1984 steht die Windmühle Hiesfeld unter Denkmalschutz.

## Sonstiges
Jedes Jahr am Pfingstmontag ist „Deutscher Mühlentag“. Auch das Mühlenmuseum Hiesfeld nimmt daran teil. Die Hiesfelder Wassermühle ist auch Teil des Rotbach-Wanderweges. Er reicht von Bottrop-Kirchhellen bis Voerde Möllen am Rhein. Vor der Wassermühle ist ein Trinkwasserbrunnen. Er wurde 2003 von der Stadtwerke Dinslaken GmbH anlässlich „100 Jahre Trinkwasserversorgung“ aufgestellt.
Auf dem Gelände des Mühlenmuseums liegt ein Granitfindling mit einer Plakette, die „Zum Gedenken an alle Verstorbenen“ erinnert. Der Stein ist ein Naturdenkmal.
Die Windmühle Hiesfeld sollte nach dem Zweiten Weltkrieg abgebaut und in das Freilichtmuseum Kommern in der Eifel verlegt werden. Eine Bürgerinitiative heimatverbundener Hiesfeldern verhinderte das.